# Gymnochthebius resplendens
Gymnochthebius resplendens är en skalbaggsart som beskrevs av Perkins 2005. Gymnochthebius resplendens ingår i släktet Gymnochthebius och familjen vattenbrynsbaggar. Inga underarter finns listade i Catalogue of Life.